# Chiesa di San Giovanni Battista (Verrua Savoia)
La chiesa di San Giovanni Battista è la parrocchiale di Verrua Savoia, in città metropolitana di Torino e diocesi di Casale Monferrato; fa parte dell'unità pastorale Santa Fede.

## Storia
La costruzione della nuova parrocchiale fu avviata dopo l'assedio di Verrua Savoia del 1704 poiché la vecchia chiesa fu distrutta dalle mine francesi. I lavori presero inizio nel 1749, ma l'opposizione del conte di Verrua Savoia, contrario al trasferimento della chiesa dalla Rocca di Verrua al paese, rallentò i lavori. La chiesa fu progettata dal biellese Andrea Levis e costruita da Matteo Ronco, capomastro milanese.
 La chiesa venne inaugurata dopo dieci anni di lavori, nel 1759 e consacrata il 2 settembre dello stesso anno.

## Architettura ed arte
La facciata manifesta il chiaro influsso del tardo barocco piemontese mentre il campanile della chiesa è situato sul lato destro dell'edificio. L'interno della chiesa ha un'unica navata.

Negli ultimi dieci anni la chiesa è stata sottoposta ad un restauro intensivo che ha riportato la chiesa all'antico splendore.